# Шелонская пятина

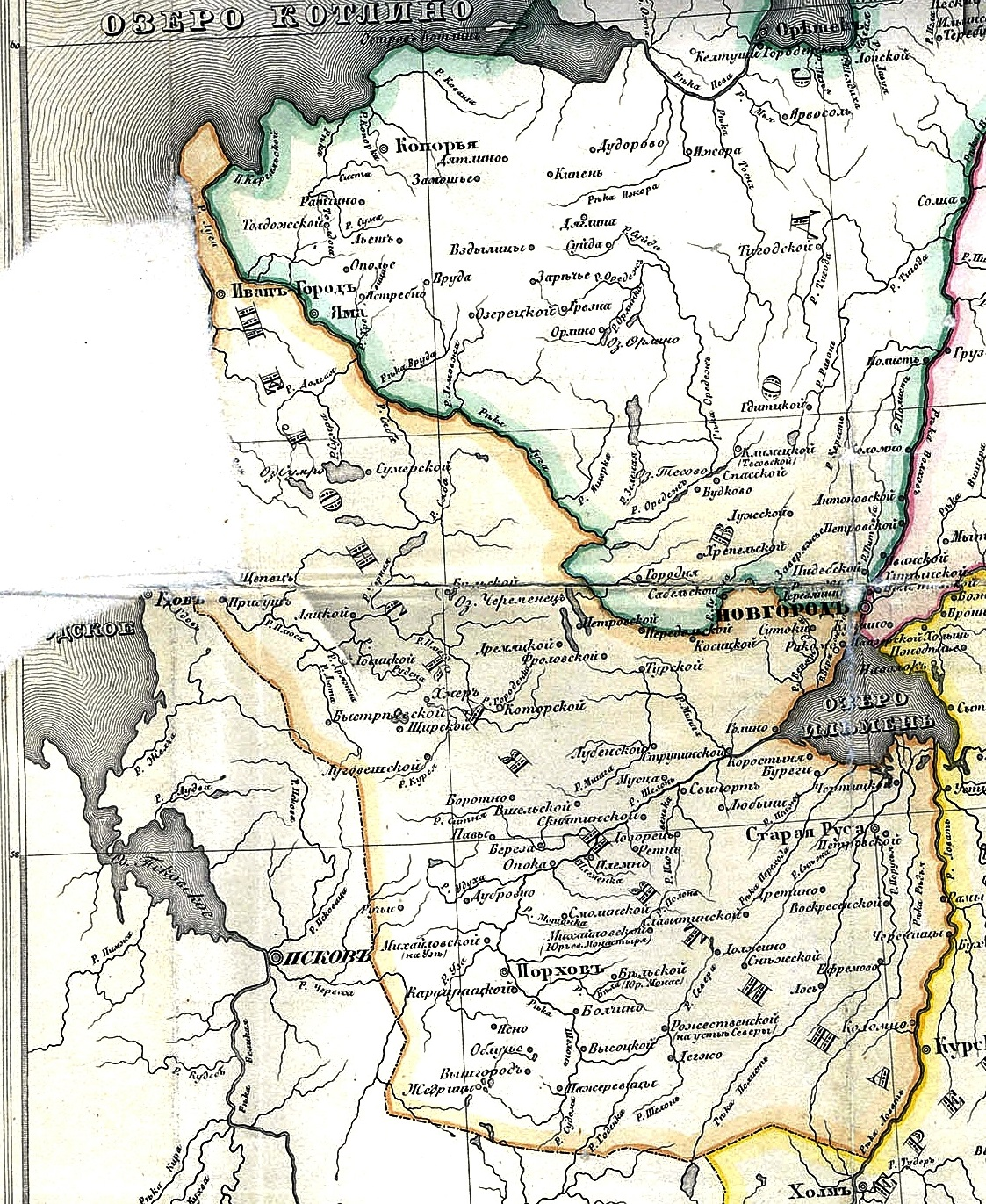
Шелонская пятина Новгородской земли XVI век

Шело́нская пяти́на — западная пятина Новгородской земли до XVIII века. 
Границами пятины служили река Луга, побережье Финского залива, река Нарва (Нарова) и Ловать. Пятина Шелонская делилась на Зарусскую и Залесскую половины.

## История
В 1478 году Новгородская республика была присоединена к Московскому княжеству великим князем московским Иваном ΙΙΙ. После присоединения, в 1491 или 1492 году, великокняжескими писцами было начато описание Новгородских земель.
В 7047 (1538/39) году Шелонская пятина в писцовых книгах впервые была описана по двум частям, с этим связывают разделение её на Зарусскую и Залесскую половины.
В 1565 году, когда царь Иван Грозный разделил Русское государство на опричнину и земщину, пятина вошла в состав последней.
В писцовых книгах, в XVI столетии, упоминается в Шелонской пятине сельцо Луское.
По Столбовскому миру 1617 года Ивангородский и Ямбургский уезды были отданы Швеции.
Упразднена во второй половине 1770-х годов, при проведении областной реформы Екатериной II. Территории пятины вошли в состав Гдовского, Лугского, Новгородского, Порховского, Старорусского, Холмского (небольшая часть) и Ямбургского уездов.

## Состав
Первое частично сохранившееся до нашего времени описание пятины находится в писцовой книге 7006 (1497/98) года письма Матвея Ивановича Валуева. В это время на её территории располагались земли 8 уездов, 71 погоста и схожих с ними административных единиц (в настоящее время известно о 74 погостских образованиях Шелонской пятины). Так же в составе пятины выделялись две половины — Зарусская и Залесская.
Новгородский уезд
- Заверяжье (южная часть)
- Паозерье

погостов:
- Голинский
- Коростынский
- Буряжский
- Фроловский
- Турский
- Лубинский
- Боротенский
- Березский
- Павский
- Логовещский
- Щирский
- Хмерский
- Быстреевский
- Лосицкий
- Лятцкий
- Прибужский
- Щепецкий
- Сумерский
- Бельский
- Которский
- Дремяцкий
- Петровский
- Передольский (южная часть)
- Косицкий (южная часть)
- Сабельский (юго-восточная часть)
- Сутоцкий
- Ретенский
- Скнятинский
- и, возможно, Вшельский (в первых писцовых книгах не упоминается)

Новосольское кормление погосты
- Медведь
- Струпинский
- Любынский
- Доворецкий
- Свинорецкий
- Мусецкий

Илеменское кормление погосты
- Илеменский,
- Михайловский на Полоной

Старорусский (Русский) уезд
- город Руса
- Околорусье

погостов:
- Рамышевский (западная часть)
- Черенчицкий (западная часть)
- Коломенский
- Офремовский
- Воскресенский
- Дретонский
- Лось
- Снежский
- Славятинский
- Должинский
- Чертицкий
- рядки Ужин
- Взвад

Высокогородский уезд
- город Высокое

погосты:
- Рождественский
- Дегожский
- Никольский
- Пажеревицкий
- Бельский

Вышегородский уезд
- город Вышегород (Вышгород новгородский[6])
- погосты:
- Болчинский (западная часть)
- Облучский
- Вышегородский

Уезд Кошкина городка
- Кошкина городка

погосты:
- Жедрицкой
- Ясенской (юго-восточная часть)

Порховский уезд
- город Порхов,
- Порховское окологородье

погосты:
- Смолинский (волость Смолна)
- Михайловский на Узе
- Карачунский
- Ясенский (без юго-восточной части)
- Болчинский (восточная часть)
- Опоцкий,
- Дубровенский
- Ручьевский (Чайковичи)

Ивангородский уезд
- город Ивангород
- Ивангородское окологородье (часть Ямского окологородья, западная часть Петровского погоста)

Ямской уезд
- часть Ямского окологородья (часть Петровского погоста)

В дальнейшем (в первой половине XVI века) уезды Высокогородский, Вышгородский и Кошкина городка вошли в состав Порховского уезда.

## Карты

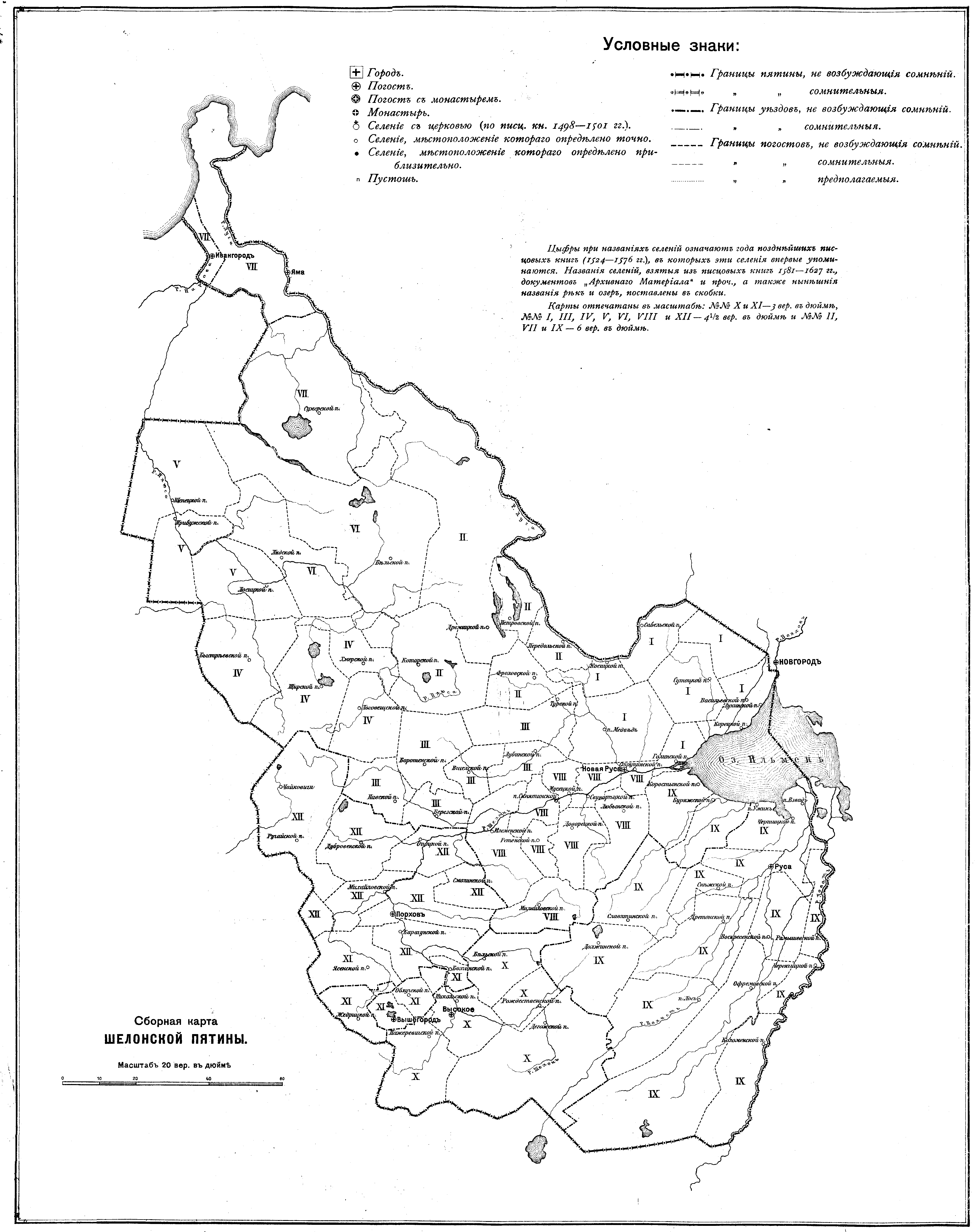
Общая карта Шелонской пятины с легендой и обозначениями

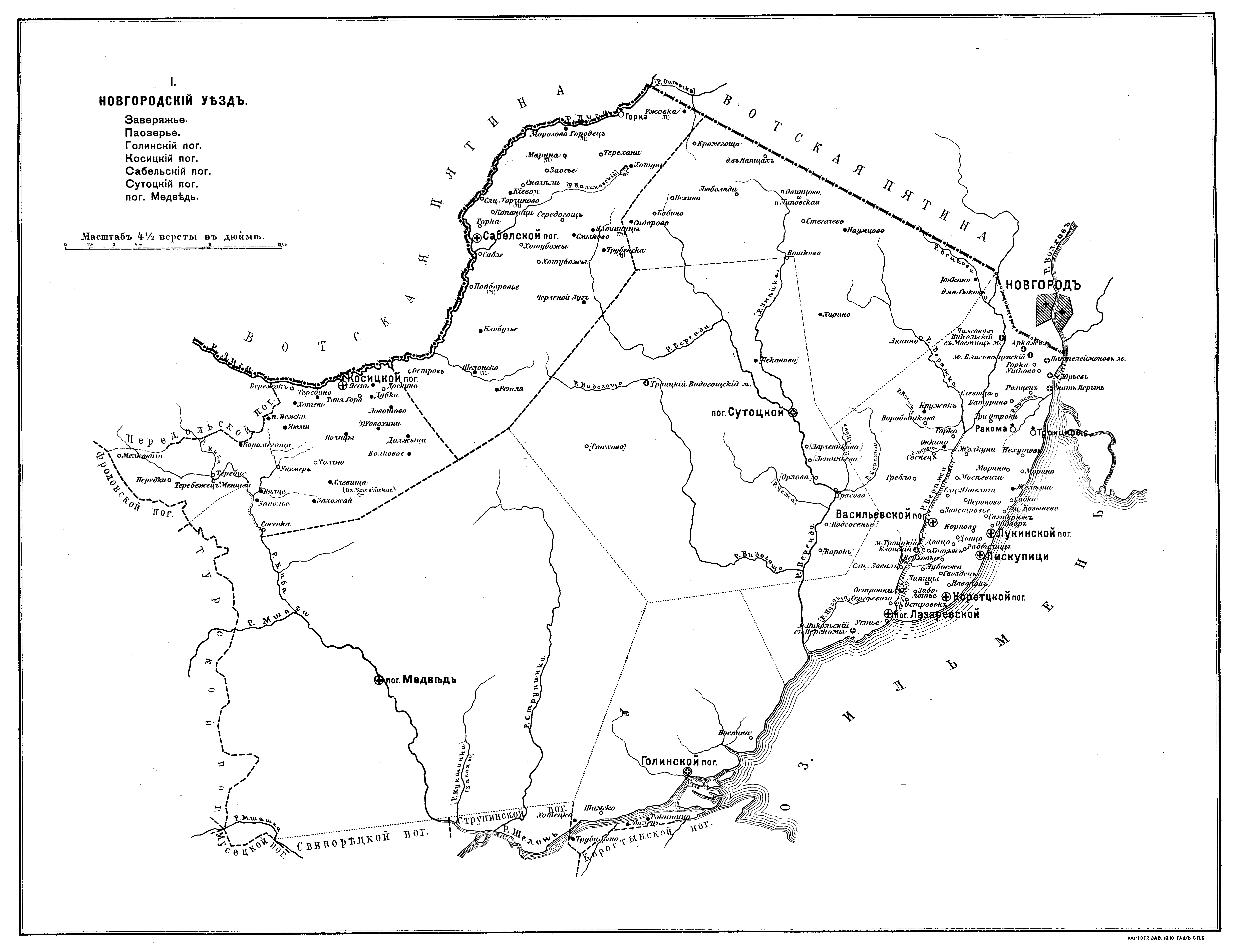
I. Карта погостов
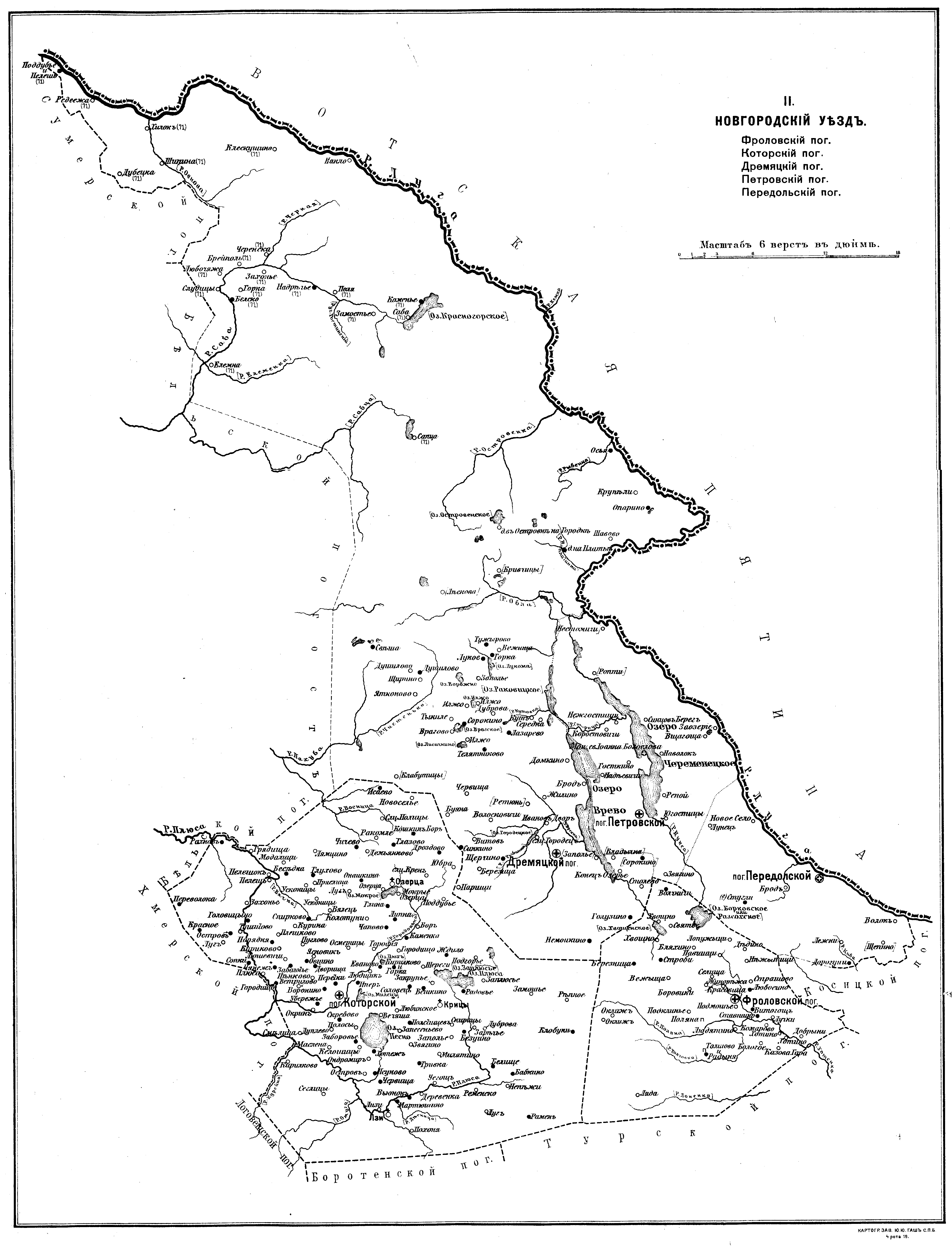
II. Карта погостов
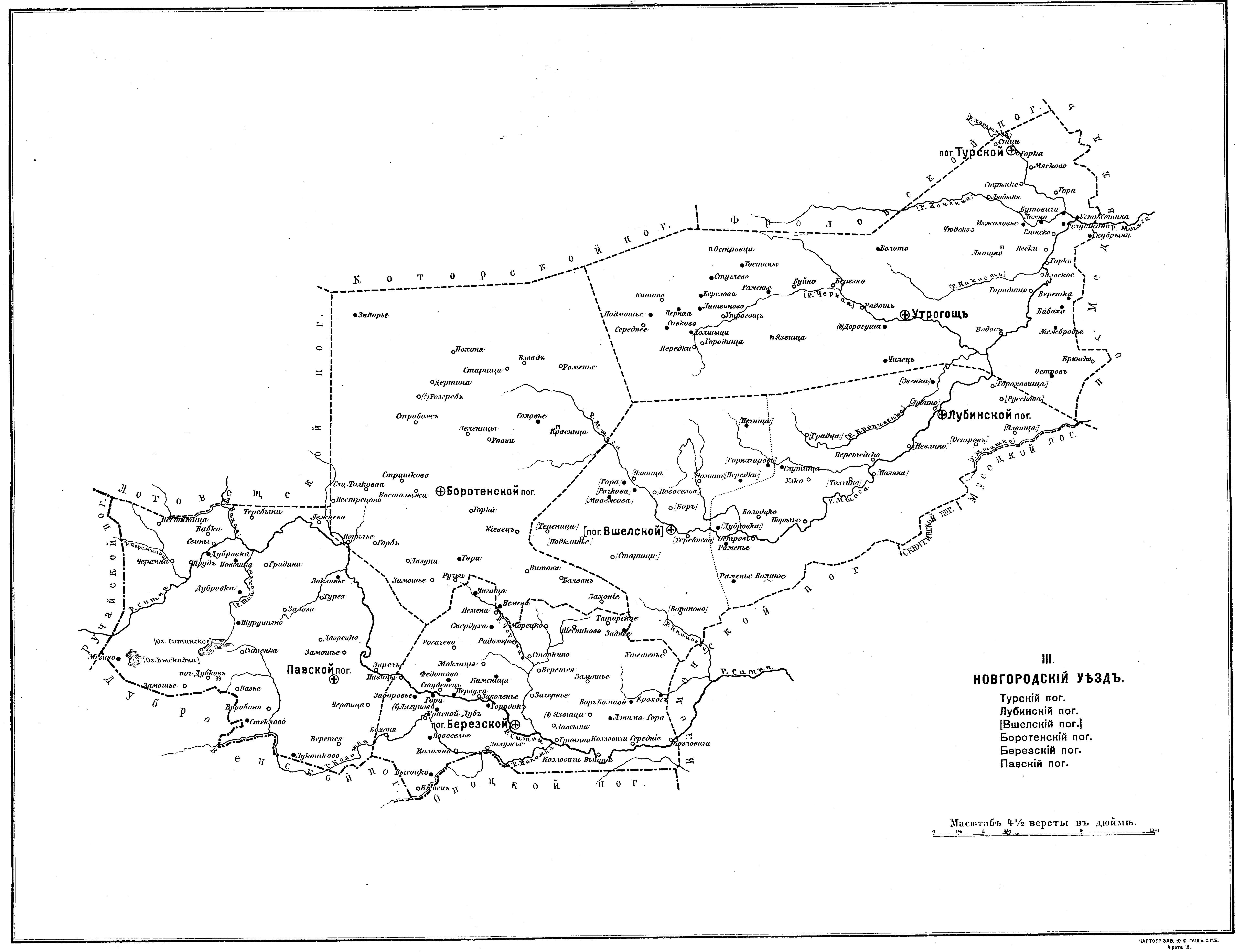
III. Карта погостов
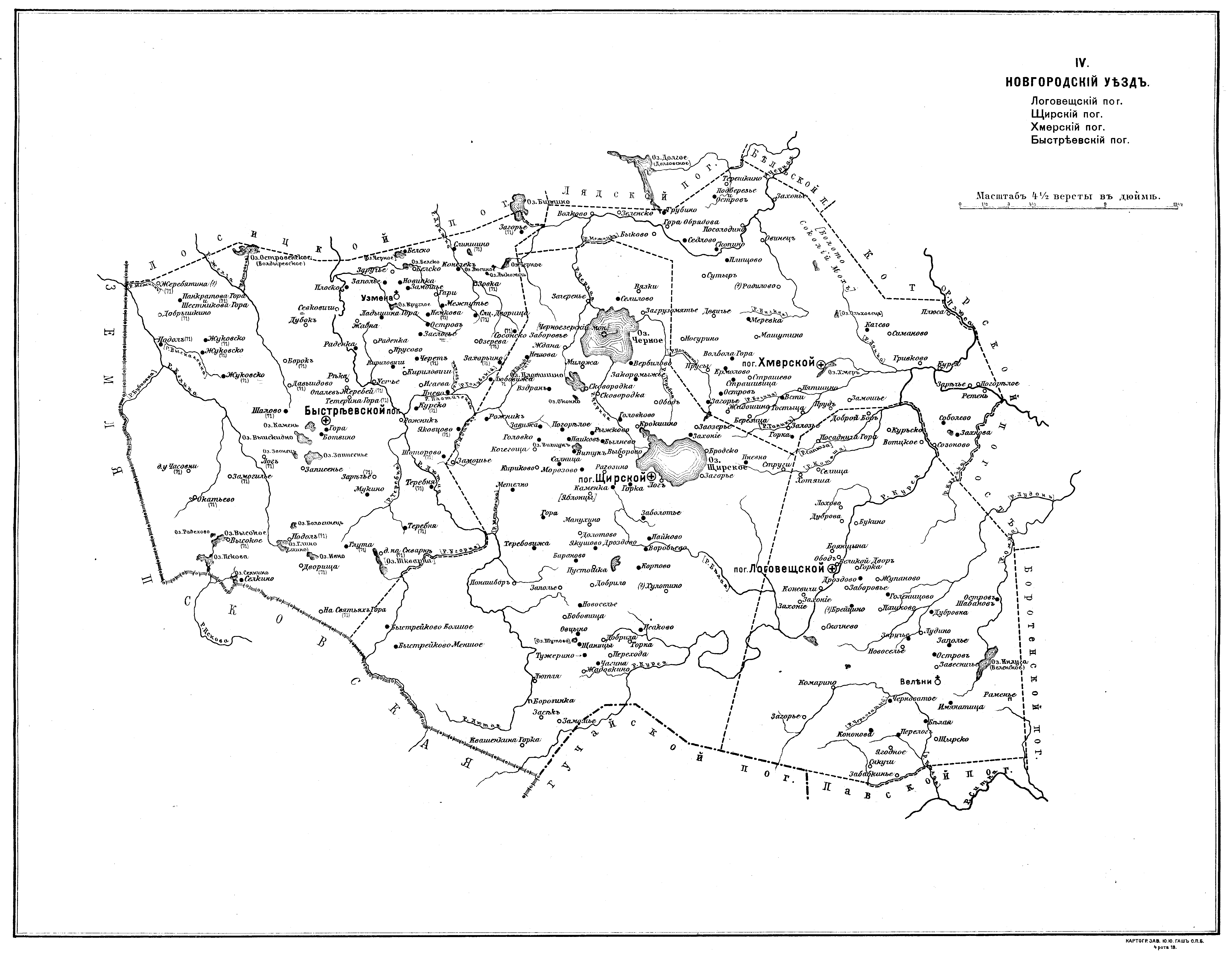
IV. Карта погостов
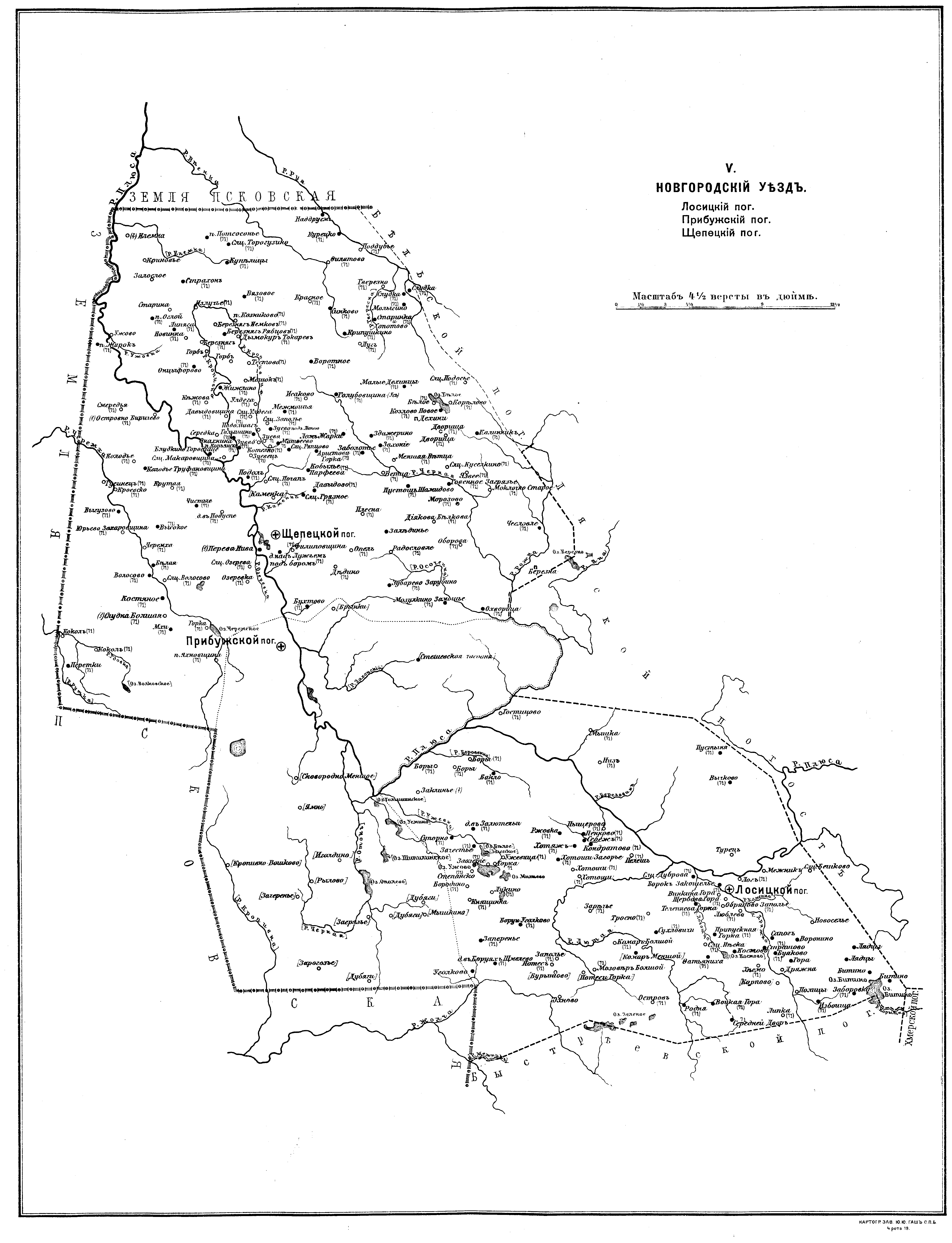
V. Карта погостов
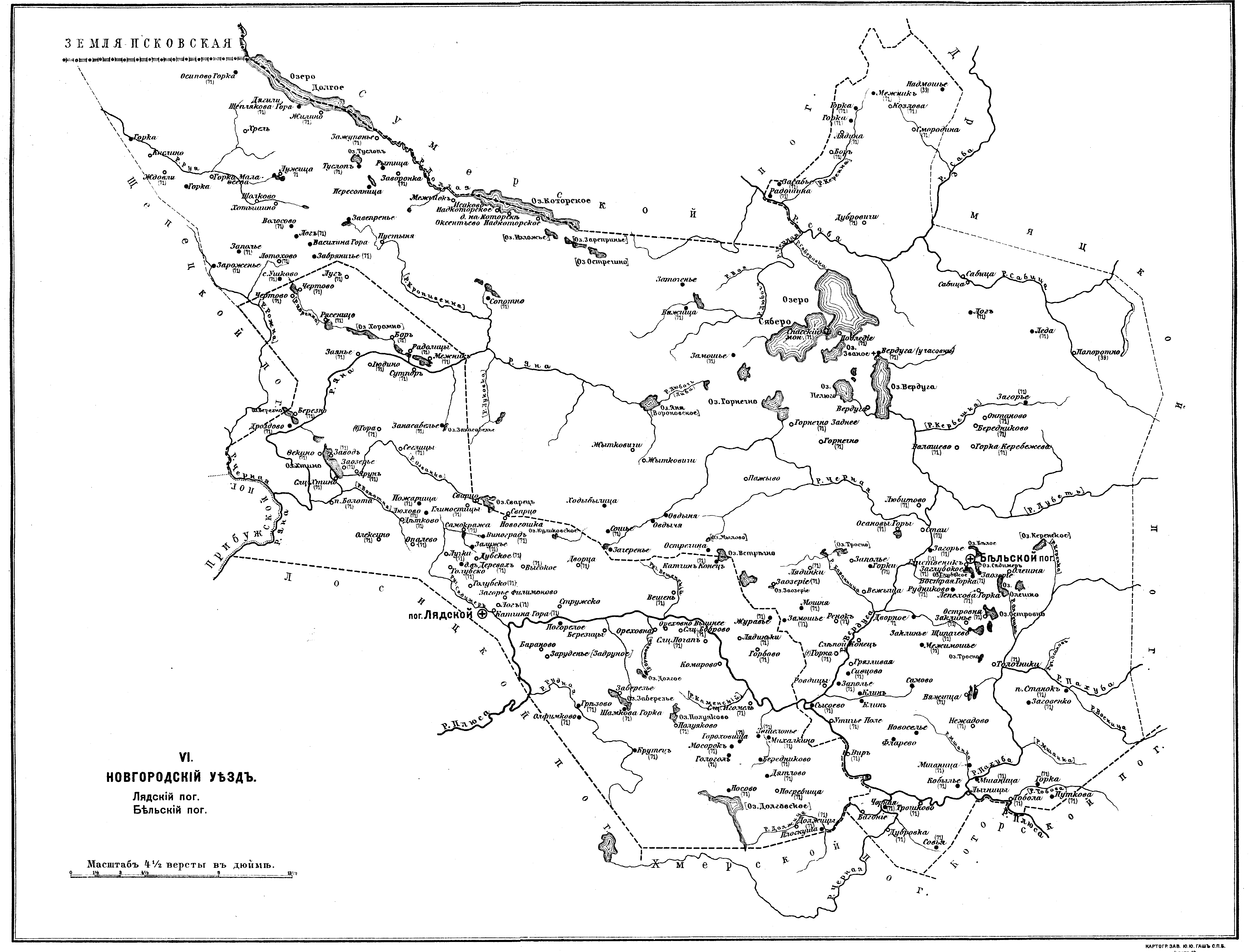
VI. Карта погостов
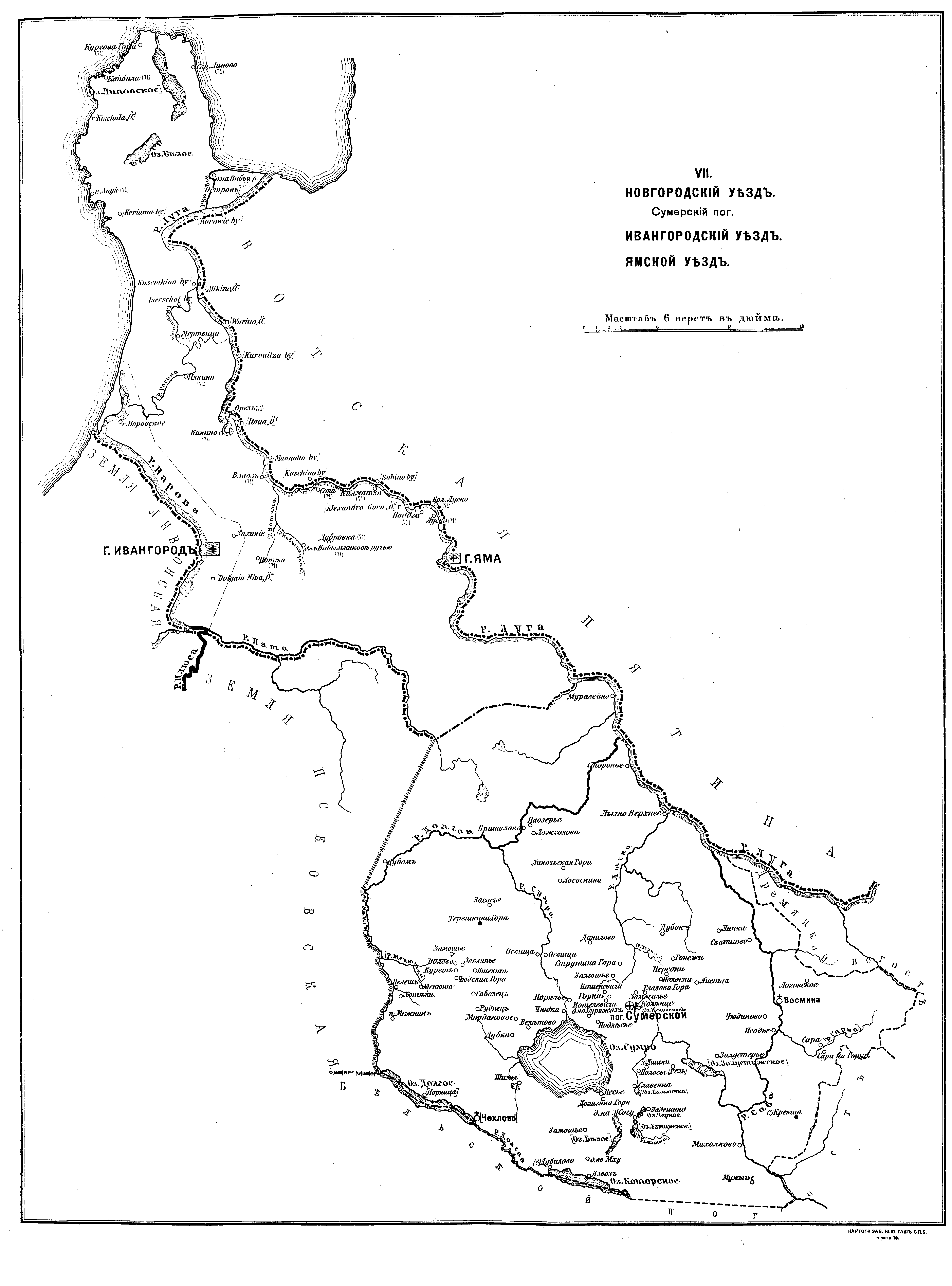
VII. Карта погостов
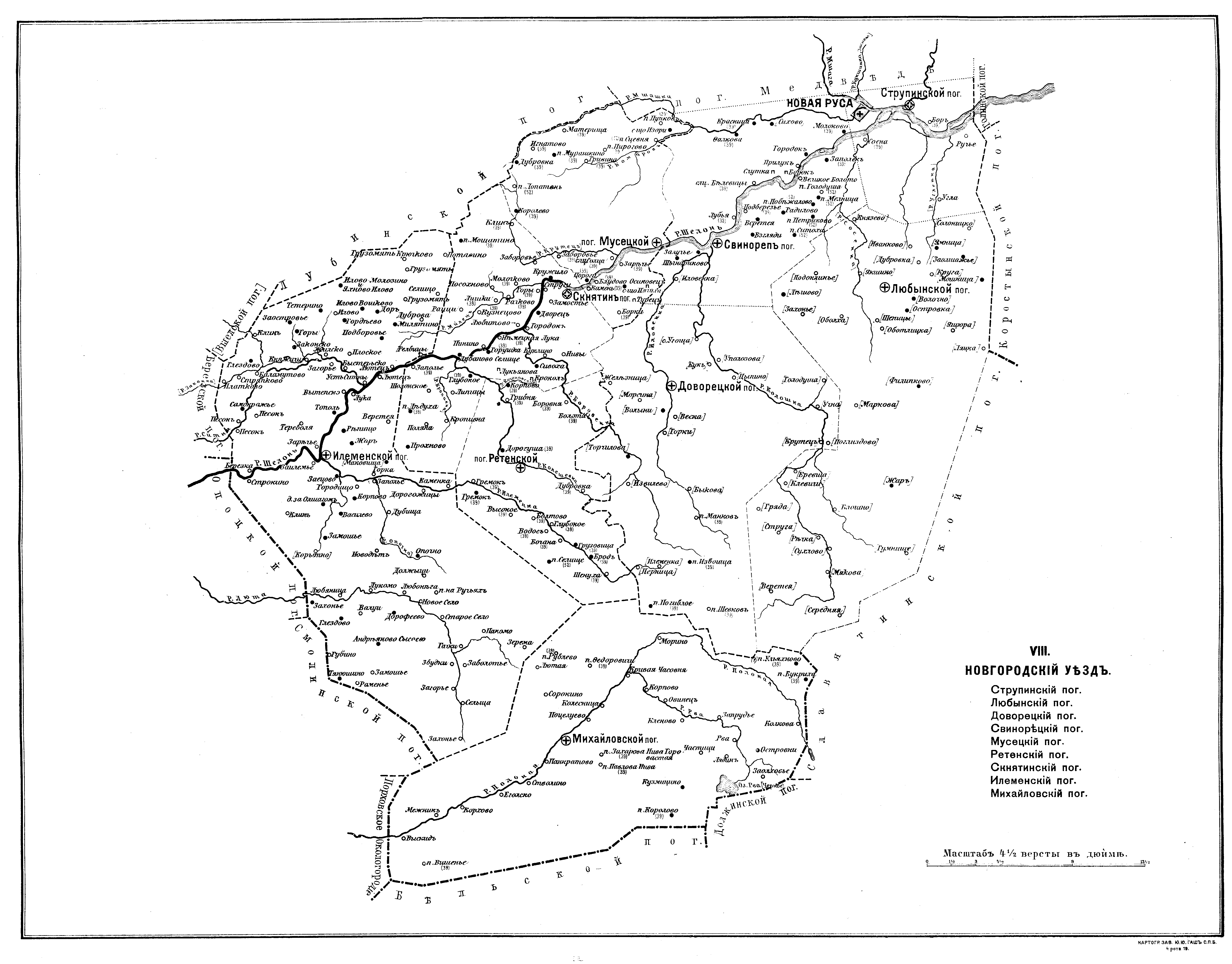
VIII. Карта погостов
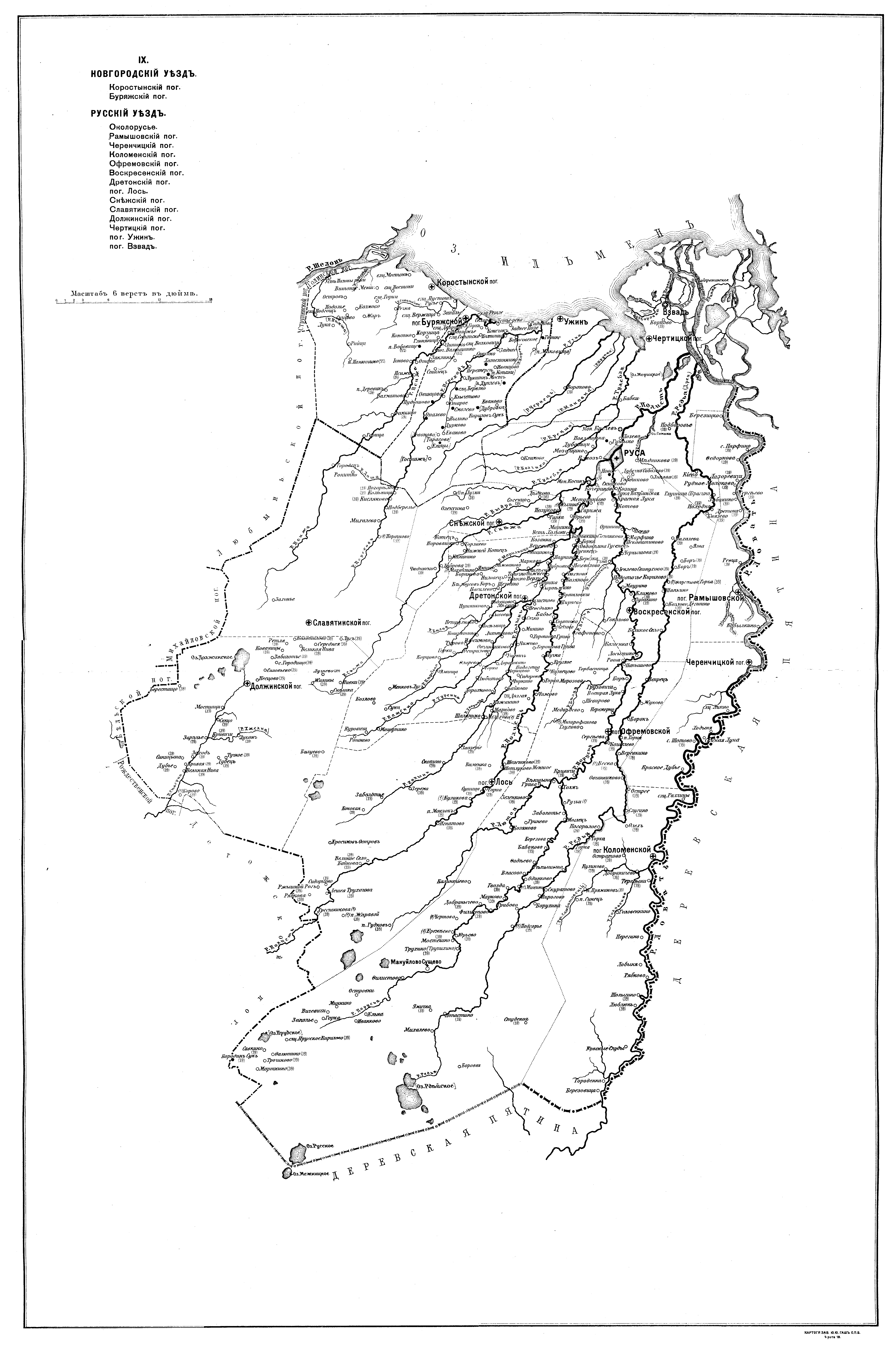
IX. Карта погостов
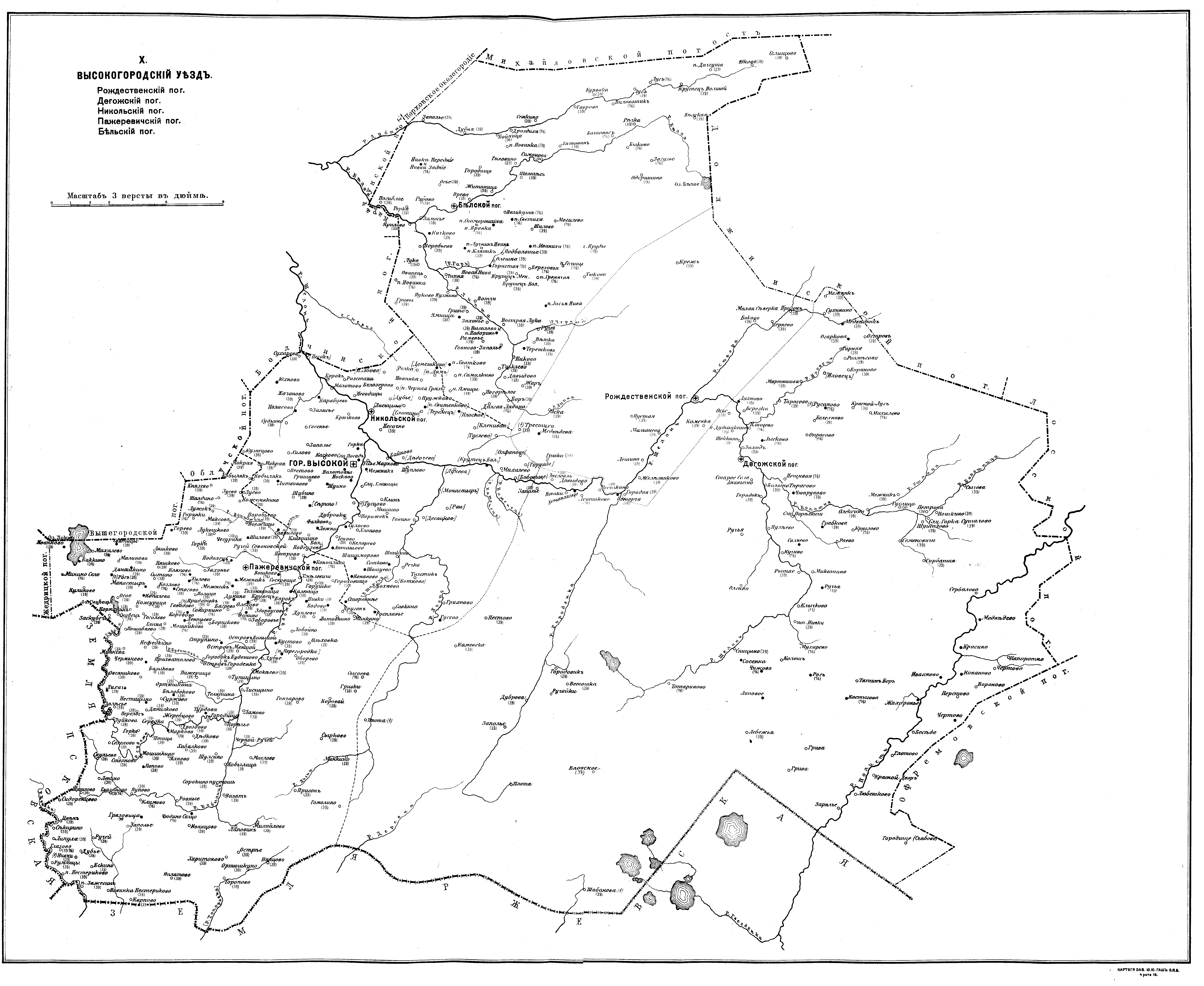
X. Карта погостов
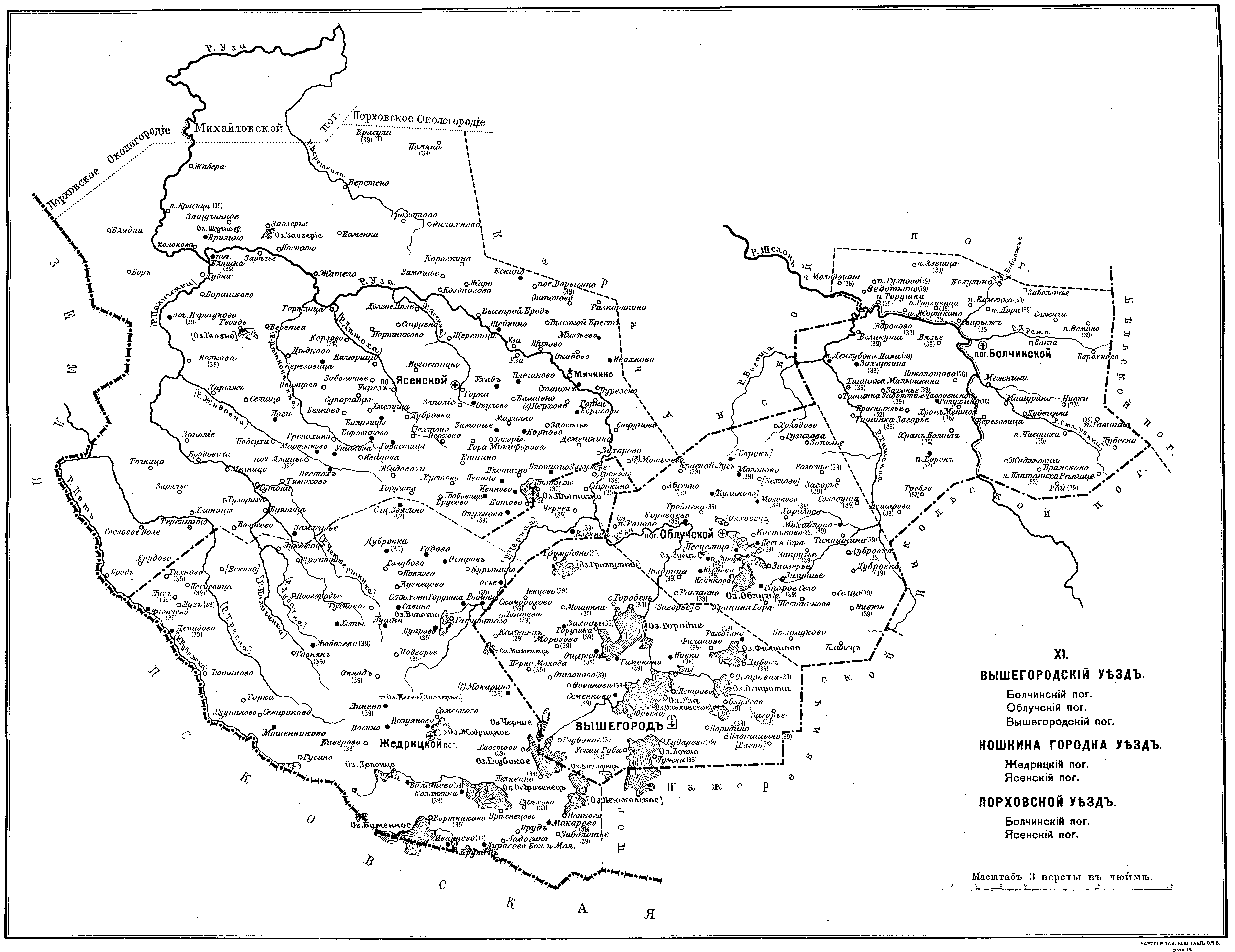
XI. Карта погостов
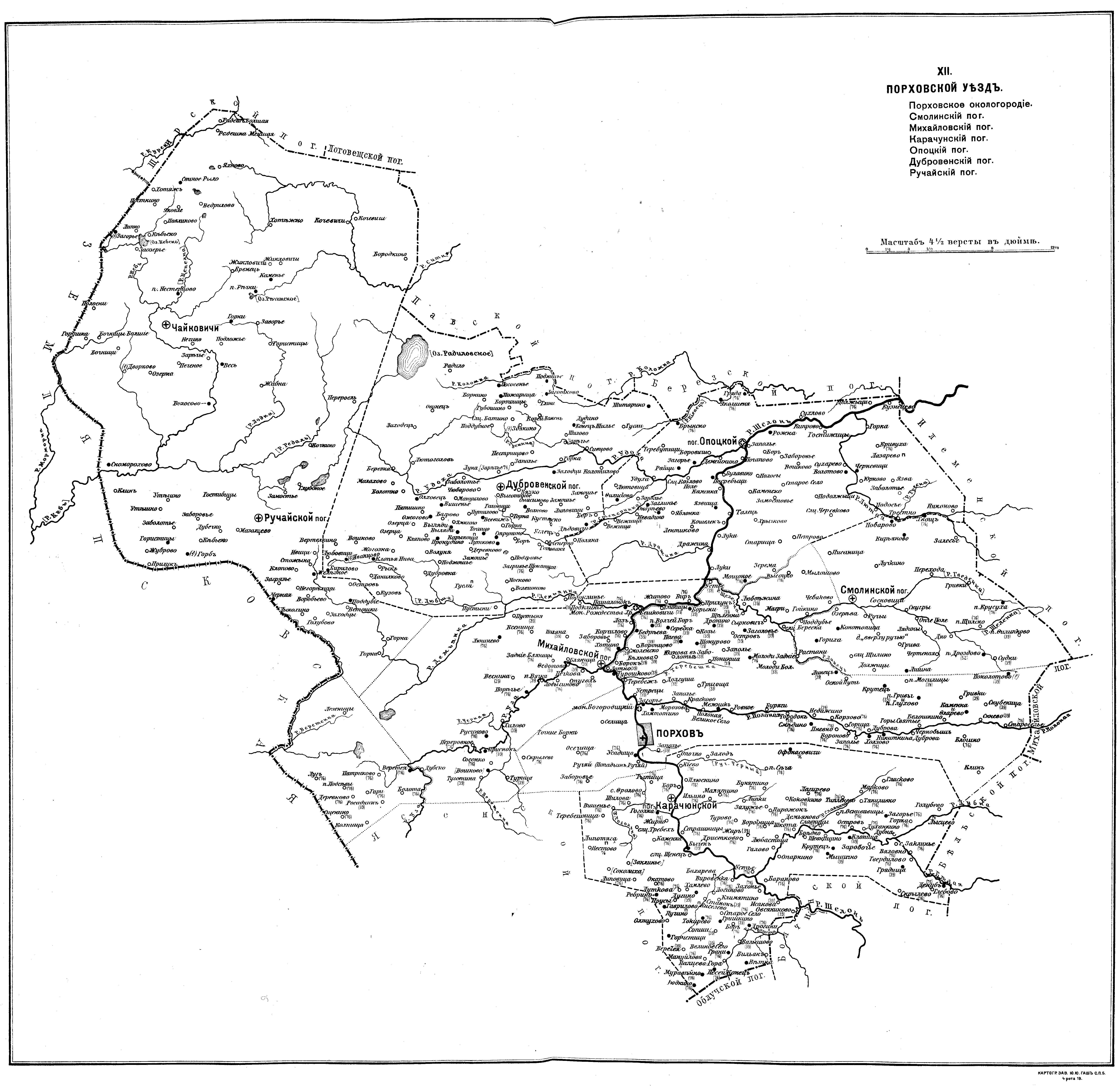
XII. Карта погостов